# Malalt de Falles
Malalt de Falles és un Portal d'Internet d'anàlisi fallera fundat el 2006 per Xavi Serra, enginyer informàtic aficionat a la festa.
Té un impacte destacat a les xarxes socials, amb un compte de Twitter amb més de 8.000 seguidors i és el segon compte més seguit per darrere de l'oficial de la Junta Central Fallera. A diferència del que feia l'organisme oficial regulador de la festa, Malalt de Falles utilitza el valencià en les seues comunicacions des del seu inici.

## Història
Malalt de Falles naix com a bloc d'internet en febrer de 2006, en un moment en què aquell mitjà s'estava expandint, quan el creador Xavier Serra veu que allò podia ser una manera d'unir la seua passió per la festa amb la informàtica que estudiava. En la seua primera entrada va fer una declaració de principis sobre com hauria de ser el portal, que naixia amb una visió eclèctica i allunyada de l'ortodòxia fallera, i una de les primeres polèmiques que va viure va ser en un article sobre la Falla de l'Ajuntament de 2006, que va ser víctima d'un vandalisme que la va cremar parcialment abans del dia de Sant Josep, fet que va ser criticat per ell al bloc, i va descobrir com als comentaris hi havia gent que es posicionava a favor del piroman. Aquell fet li va fer vore com eren de diferents les sensibilitats que hi havia al voltant de les falles, i les passions, a favor i en contra que alçaven.
A poc a poc el mitjà va evolucionant i guanyant notorietat, canviant també la seua aproximació a les xàrcies socials, deixant de segon pla el bloc per a donar una informació més immediata al seu compte de twitter, i potenciant Youtube com a canal de comunicació fallera el que va provocar una evolució on la informació va anar agafant major espai en detriment de l'opinió. Juntament amb Eugeni Alemany, van ser els responsables de la campanya #FallesAreComing, aconseguint ser trending topic el dia de la cridà de 2015, tot centrant-se en la festa en general i no en este acte en concret.